# John Bellingham

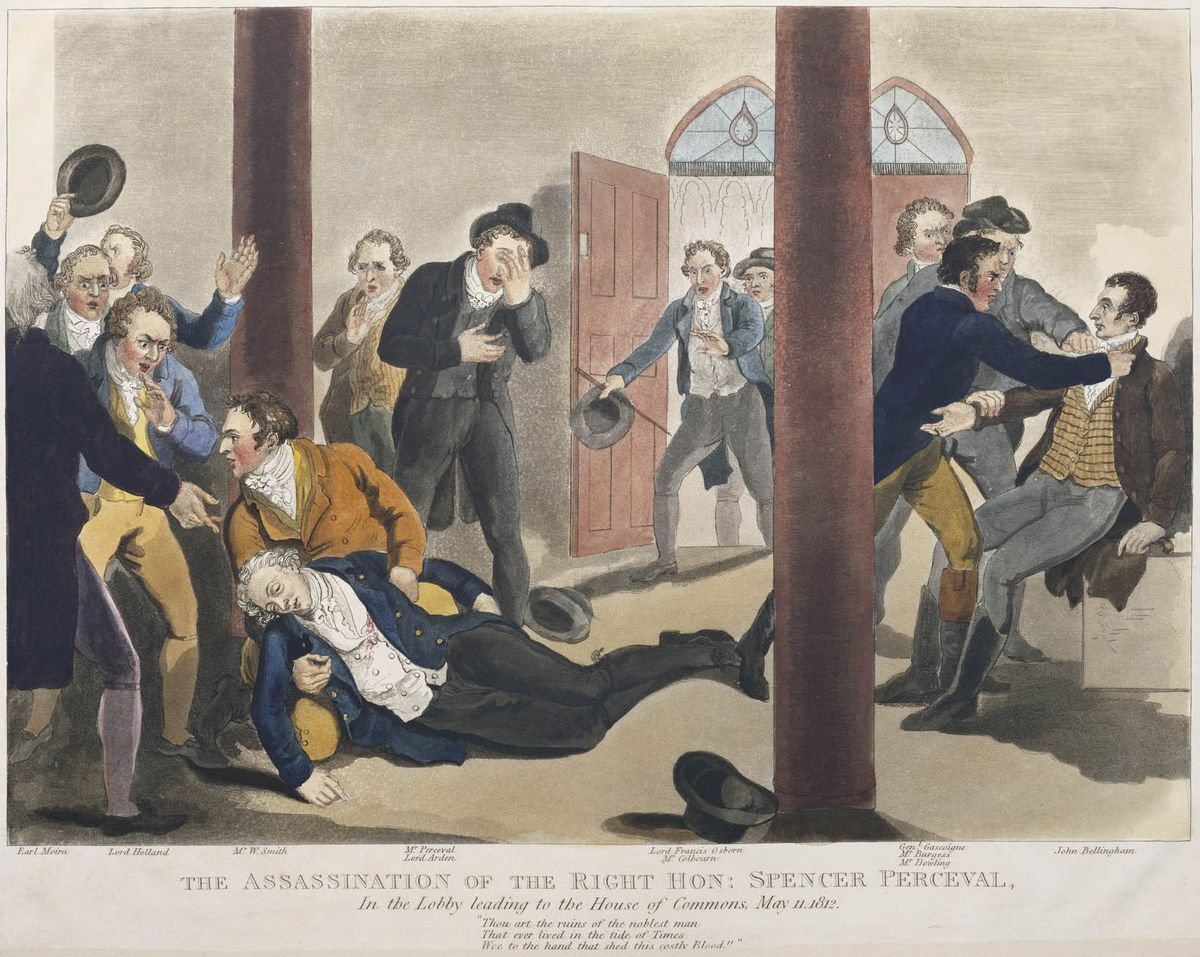
Attentat auf Spencer Perceval, ganz rechts wird John Bellingham festgehalten

John Bellingham (* 1770 in St Neots, Huntingdonshire; † 18. Mai 1812 in London) war ein britischer Attentäter. Er erschoss Spencer Perceval und verübte somit den einzigen erfolgreichen Anschlag auf einen britischen Premierminister.

## Frühes Leben
Bellinghams frühes Leben bleibt im Unklaren, da nur wenige Quellen erhalten geblieben sind und die meisten nach dem Anschlag erschienenen Biografien Spekulationen als Fakten darstellten. Bellingham wurde in St Neots, Cambridgeshire geboren und wuchs in London auf. Mit 14 Jahren wurde er Lehrling beim Juwelier James Love. Zwei Jahre später segelte er als Midshipman (unterster Offizier auf einem britischen Schiff) auf der Jungfernfahrt der Hartwell nach China. Am 22. Mai 1787 kam es zu einer Meuterei, in deren Folge das Schiff auf Grund lief und sank.
1794 eröffnete ein John Bellingham eine Dosenfabrik an der Oxford Street, die noch im selben Jahr bankrottging. Es wurde nicht zweifelsfrei nachgewiesen, dass es sich hierbei um dieselbe Person handelt. Gesichert ist hingegen, dass Bellingham in den späten 1790er Jahren als Angestellter in einem Kontor arbeitete. 1800 reiste er als Import- und Export-Agent nach Archangelsk in Russland, 1802 kehrte er nach England zurück und arbeitete in Liverpool als Händler. 1803 heiratete er Mary Neville. Im Sommer 1804 kehrte Bellingham nach Archangelsk zurück.

## Russland
Im Herbst 1803 sank das russische Schiff Sojus im Weißen Meer. Es gehörte dem Handelshaus R. Van Brienen und war bei Lloyd’s versichert. Als das Handelshaus den Schaden geltend machen wollte, wurde dies von Lloyd’s abgelehnt, da der Schiffbruch durch Sabotage herbeigeführt worden sei. Dies sei Lloyd’s durch einen anonymen Brief mitgeteilt worden. Soloman Van Brienen vermutete, dass Bellingham den Brief geschrieben hatte. Um sich zu rächen, behauptete er, Bellinghams Konkursverwalter zu sein, und machte ausstehende Schulden von 4.890 Rubel geltend. Daraufhin wurde am 16. November 1804 Bellinghams Reisepass eingezogen. Dadurch wurde dessen kurz bevorstehende Rückkehr nach England unmöglich.
Van Brienen drängte den Generalgouverneur des Gebietes, Bellingham zu inhaftieren. Ein Jahr später wurde er freigelassen und schlug sich nach Sankt Petersburg durch. Dort versuchte er, den Generalgouverneur zur Rede zu stellen. Dies provozierte die russischen Behörden, und Bellingham wurde wegen seiner „heimlichen Abreise“ aus Archangelsk erneut inhaftiert. Im Oktober 1808 wurde Bellingham freigelassen, erhielt aber keine Erlaubnis zur Ausreise. In seiner Verzweiflung wandte er sich persönlich an den Zaren. Schließlich durfte er ausreisen und erreichte im Dezember 1809 England.

## Rückkehr nach England
Nach seiner Rückkehr ersuchte er bei der britischen Regierung um Entschädigung für seine Haft, was jedoch abgelehnt wurde; Großbritannien hatte im November 1808 die diplomatischen Beziehungen mit Russland abgebrochen. Seine Ehefrau überzeugte ihn, den Fall zurückzuziehen und so nahm Bellingham wieder seine Arbeit auf.
1812 unternahm Bellingham erneut einen Versuch, eine Entschädigung zu erhalten. Am 18. April begab er sich persönlich zum Außenministerium, wo ein Angestellter namens Hill ihm versicherte, es stehe ihm frei, die als notwendig erachteten Schritte zu unternehmen. Bellingham hatte jedoch eine ganz andere Lösung des Problems im Sinne. Am 20. April kaufte er zwei Pistolen beim Waffenschmied W. Beckwith in der Skinner Street 58. Bei einem Schneider ließ er außerdem eine geheime Innentasche in seinem Mantel anfertigen. Darüber hinaus wurde er häufig in der Lobby des House of Commons gesichtet.

## Anschlag auf Spencer Perceval
Nachdem er am 11. Mai die Familie eines Freundes zu einer Ausstellung von Aquarellen begleitet hatte, bemerkte Bellingham beiläufig, dass er noch Geschäfte zu erledigen habe, und begab sich zum Parlament im Palace of Westminster. Er wartete in der Lobby, bis Premierminister Spencer Perceval erschien, trat dann nach vorne und schoss ihm ins Herz. Daraufhin setzte sich Bellingham ruhig auf eine Sitzbank. Sofort wurde er von den Umstehenden festgehalten und durch Isaac Gascoyne, den Abgeordneten von Liverpool, identifiziert.

## Prozess
Am 15. Mai wurde Bellingham im Old Bailey der Prozess gemacht. Dort gab er an, er hätte lieber den russischen Botschafter in Großbritannien erschossen. Doch als ein Mann, der hereingelegt worden sei, sah er sich im Recht, den Vertreter jener Leute zu erschießen, die er als seine Unterdrücker betrachtete. Bellingham wurde schuldig gesprochen, zum Tode verurteilt und am 18. Mai öffentlich gehängt. Der Fall wird gelegentlich als Präzedenzfall dafür angeführt, dass auch möglicherweise geistig gestörte Personen zur Todesstrafe verurteilt werden können.

## Sonstiges
Bei den Unterhauswahlen 1983 wurde sein Nachkomme Henry Bellingham als Abgeordneter des Wahlkreises North West Norfolk gewählt. Bei den Unterhauswahlen 1997 war Roger Percival, ein Nachkomme von Spencer Perceval, einer von dessen Gegenkandidaten.